# Steinegge (Vlotho)
Die Steinegge ist ein Berg im ostwestfälischen Vlotho im Kreis Herford. Sie erreicht eine Höhe von 255,5 m ü. NN und liegt im Übergangsbereich von Ravensberger Hügelland und Lipper Bergland.
Die Steinegge wurde nach 1533 als Steynecke erstmals schriftlich erwähnt. Der Namensbestandteil Egge bezeichnet im niederdeutschen Sprachraum einen langgestreckten Hügelkamm. An der Steinegge entspringen die Werrenebenflüsse Salze und der Mittelbach. Auf der Steinegge befindet sich ein Funkturm. Nach der Steinegge ist die Steinegge-Talbrücke benannt, die Teil der Bundesautobahn 2 ist. Südöstlich des Gipfels fällt der Berg jäh in die Franzosenkuhle ab.